# Mahájána
A mahájána (szanszkrit: महायान, mahájána – a nagy jármű, széles út) a buddhizmus két létező fő irányzatának (egyes osztályozások szerint három) egyike, a másik a théraváda. Némely hagyomány a vadzsrajánát (gyémánt út/szekér) nem tekinti külön ágnak, hanem a mahájána részének, más tudósok viszont teljesen külön ágnak tekintik. A mahájána hagyomány tanításaiban szintén mahájánának nevezik a bódhiszattva ösvényt („bódhiszattvajána” vagy „bódhiszattva jármű”), amely a teljes megvilágosodásra való törekvés minden érző lény javára. Azt a bódhiszattvát, aki elérte ezt a célt úgy nevezik, hogy szamjakszambuddha, vagy „teljesen megvilágosodott buddha”. A szamjakszambuddhák elindíthatják a dharmát (a valóságról szóló tanításokat) és megvilágosodáshoz segíthetnek tanítványokat. A mahájána buddhisták azt tanítják, hogy a megvilágosodást egy életen belül el lehet érni, akár egy világi ember számára is.
A ma is létező fő buddhista hagyományok közül a mahájána hagyomány követői vannak legtöbben, hiszen a világ buddhistáinak 53,2%-át teszik ki, míg a másik nagy tábor, a théraváda hagyomány követőinek létszáma 35,8%, a vadzsrajána hívei pedig 5,7% (2010-es becslés).
A mahájána buddhizmus a történelme során Indiából terjedt tovább más ázsiai országokba: Banglades, Kína, Japán, Vietnám, Korea, Szingapúr, Tajvan, Nepál, Srí Lanka, Tibet, Bhután, Malajzia, és Mongólia. A mahájána buddhizmus legfőbb irányzatai közé tartozik a zen, a kínai csan, a Tiszta Föld, a tientaj és a nicsiren buddhizmus. Ide sorolható még a vadzsrajánához tartozó singon, tendai és a tibeti buddhizmus, amelyek ezoterikus tanításokat adnak a mahájána hagyományhoz.

## A mahájána kialakulása
A nyugati időszámítás kezdete körüli évszázadokban jelentek meg először azok a tanítások, amelyek a korai buddhista iskolák tantételeit bírálat alá vették, és új vallási elveket kezdtek hangoztatni. Ez az irányzat a buddhizmuson belül új szútrák formájában jelentkezett, amelyek nem tartoztak a régi iskolák kánonjaiba. Az új mozgalom, melynek kialakulása az i. sz. 1-2. század fordulójára, a negyedik buddhista zsinat (i. sz. 70 körül) utáni időre tehető, egy idő után a mahájána (mahāyāna) nevet vette fel, ami azt jelenti: "nagy út". A mahájána irányzat az egyetemes együttérzést és a tökéletes felébredést hangsúlyozza, amit nézetük szerint a bodhiszattva-ösvényen lehet elérni. A bódhiszattva alapvető célkitűzése az, hogy elérje a teljes és tökéletes buddhaságot, hogy ez által enyhíthessen az összes lény szenvedésein.

## A mahájána buddhizmus nézetei
A mahájána tanítás alapját a pradnyápáramitá szútrák,   képezik, melyek kifejtik, miként gyakoroljon egy bódhiszattva, akit megkülönböztetnek azon alsóbbrendűnek nevezett gyakorlóktól (srávaka), akik pusztán önmaguk megszabadítására törekszenek (arhat).
A pradnyápáramitá szútrák tanításának középpontjában az üresség áll, mely kifejezés bár nem volt ismeretlen a nem mahájána iskolák előtt sem, itt új jelentésekkel bővült. Az üresség az önlét hiányát jelenti, vagyis hogy semmi sem létezik önmagában, saját erejénél fogva, hanem csak és kizárólag mások függvényében (függő keletkezés). De ez nem csak egy filozófiai tétel, hanem egy belső felismerés is. Az üresség felismerése az elme kötetlenségét, ragaszkodástól mentességét foglalja magában, addig a szintig, hogy az ürességhez sem ragaszkodik. Ez a szabadság teszi lehetővé a bódhiszattva számára, hogy minden helyzetben képes legyen a lények megszabadítása érdekében cselekedni.
Indiában a mahájána tanítások értelmezésének két fő irányzata jött létre, az egyik a madhjamaka, a másik a jógácsára. 
- A madhjamaka iskola az ürességet elsősorban a nyelv felől közelíti meg, azt mondva, hogy a tévedés, a tudatlanság gyökere a fogalmainkhoz való ragaszkodás, mert a szavak keltik azt a látszatot, mintha a dolgok önálló létezők lennének. Módszere az, hogy érvelés útján cáfolja a nézeteket oly módon, hogy rávilágít azok önellentmondásosságára, miközben saját állítást nem tesz vele szemben. A nézetek ilyetén megsemmisítésével mutatja meg az ürességet, ami minden nézet elhagyása.
- A jógácsára iskola az ürességet az elme működésének vizsgálatával mutatja meg, kimutatva azt, hogy minden csupán egy észlelet. Bármilyen tapasztalatról is legyen szó, az mindig az elmében megjelenő élmény, ezért nincsen semmi azon túl. Ezt a szemléletet az álom hasonlatával világítják meg, miszerint miképp az álom valóságosnak tűnik, úgy az, amit a hétköznapokban valódinak gondolunk, csupán az elmében zajló folyamatok. Minthogy pedig a tapasztalatoknak nincs valódi alapja, ezért üresek.[7]

## Bódhiszattvák
A mahájána irányzat legfontosabb vonása a bódhiszattva eszménye. A "bódhiszattva" szó jelentése "felébredés-lény", ami olyan személyt jelöl, aki a buddhaság elérésére törekszik minden lény megmentésének érdekében. A bodhiszattvaság nem mahájána újdonság, minthogy Sziddhártha Gautama is bódhiszattva volt, mielőtt megvalósította volna a tökéletes felébredést. Ami azonban már mahájána jelenség, hogy követői a tanítványság (srávaka), s önmaguk megszabadításának (arhat) mielőbbi elérése helyett a buddhaságra törekedtek a minden lény irányába érzett együttérzés folyamán. Ezt az eltökéltséget fejezi ki a bódhicsitta fogalma, ami azt jelenti: felébredésre törekvés. Valaki akkor válik bódhiszattvává, ha felébreszti magában a bódhicsittát. Egy bodhiszattva ezért mérhetetlen világkorszakokon keresztül azon munkálkodik, hogy segítsen minden érző lényt, s fejlessze a bölcsességét.

## A bódhiszattva-ösvény
A bódhiszattva-ösvény (bódhiszattva-jána) az út, amelyet a bódhiszattvának meg kell tennie, ami sok-sok életet, sőt világkorszakot vesz igénybe. A bódhiszattva ezt az ösvényt a hat tökéletesség (páramita) állandó gyakorlása által járja be. Ezek:
- adakozás
- erkölcsösség
- kitartás
- türelem
- meditáció
- bölcsesség